# Canthidium flavipes
Canthidium flavipes е вид бръмбар от семейство Листороги бръмбари (Scarabaeidae).

## Разпространение
Видът е разпространен в Бразилия (Еспирито Санто).